# St. Louis Hawks 1965-1966
La stagione 1965-66 dei St. Louis Hawks fu la 17ª nella NBA per la franchigia.
I St. Louis Hawks arrivarono terzi nella Western Division con un record di 36-44. Nei play-off vinsero la semifinale di division con i Baltimore Bullets (3-0), perdendo poi la finale di division con i Los Angeles Lakers (4-3).

## Roster
| N° | Naz.                   | Ruolo | Sportivo         | Anno | Alt. | Peso |
| -- | ---------------------- | ----- | ---------------- | ---- | ---- | ---- |
| 12 | Stati Uniti (bandiera) | A     | Mike Farmer      | 1936 | 201  | 95   |
| 14 | Stati Uniti (bandiera) | G     | Lenny Wilkens    | 1937 | 185  | 82   |
| 15 | Stati Uniti (bandiera) | G     | Richie Guerin    | 1932 | 193  | 88   |
| 16 | Stati Uniti (bandiera) | GA    | Cliff Hagan      | 1931 | 193  | 95   |
| 17 | Stati Uniti (bandiera) | G     | Chico Vaughn     | 1940 | 188  | 86   |
| 20 | Stati Uniti (bandiera) | G     | John Barnhill    | 1938 | 185  | 82   |
| 22 | Stati Uniti (bandiera) | G     | Rod Thorn        | 1941 | 193  | 88   |
| 25 | Stati Uniti (bandiera) | AC    | Jim Washington   | 1943 | 198  | 95   |
| 27 | Stati Uniti (bandiera) | GA    | Joe Caldwell     | 1941 | 196  | 88   |
| 27 | Stati Uniti (bandiera) | AC    | John Tresvant    | 1939 | 201  | 98   |
| 29 | Stati Uniti (bandiera) | AC    | Paul Silas       | 1943 | 201  | 100  |
| 31 | Stati Uniti (bandiera) | C     | Zelmo Beaty      | 1939 | 206  | 102  |
| 32 | Stati Uniti (bandiera) | AC    | Bill Bridges     | 1939 | 198  | 103  |
| 34 | Stati Uniti (bandiera) | AC    | Bumper Tormohlen | 1937 | 203  | 104  |
| 44 | Stati Uniti (bandiera) | GA    | Jeff Mullins     | 1942 | 193  | 86   |

## Staff tecnico
- Allenatore: Richie Guerin
- Preparatore atletico: Fred Franz